# Zishi, Hubei
Zishi är en köpinghuvudort i Kina. Den ligger i provinsen Hubei, i den centrala delen av landet, omkring 190 kilometer väster om provinshuvudstaden Wuhan. Antalet invånare är 22 261. Befolkningen består av 11 116 kvinnor och 11 145 män. Barn under 15 år utgör 12,0 %, vuxna 15-64 år 76 %, och äldre över 65 år 11,0 %.
Runt Zishi är det tätbefolkat, med 369 invånare per kvadratkilometer. Närmaste större samhälle är Zhangjin, 18,2 km öster om Zishi. Trakten runt Zishi består till största delen av jordbruksmark.
Genomsnittlig årsnederbörd är 1 247 millimeter. Den regnigaste månaden är maj, med i genomsnitt 183 mm nederbörd, och den torraste är december, med 19 mm nederbörd.